# Berg-sur-Moselle
Pour les articles homonymes, voir Berg et Moselle.
Berg-sur-Moselle est une commune française située dans le département de la Moselle, en région Grand Est.

## Géographie
|         | Haute-Kontz      |        |
| Gavisse | Berg-sur-Moselle | Rettel |
| Malling |                  |        |

### Hydrographie
La commune est située dans le bassin versant du Rhin au sein du bassin Rhin-Meuse. Elle est drainée par la Moselle.
La Moselle, d’une longueur totale de 560 kilomètres, dont 315 kilomètres en France, prend sa source dans le massif des Vosges au col de Bussang et se jette dans le Rhin à Coblence en Allemagne.

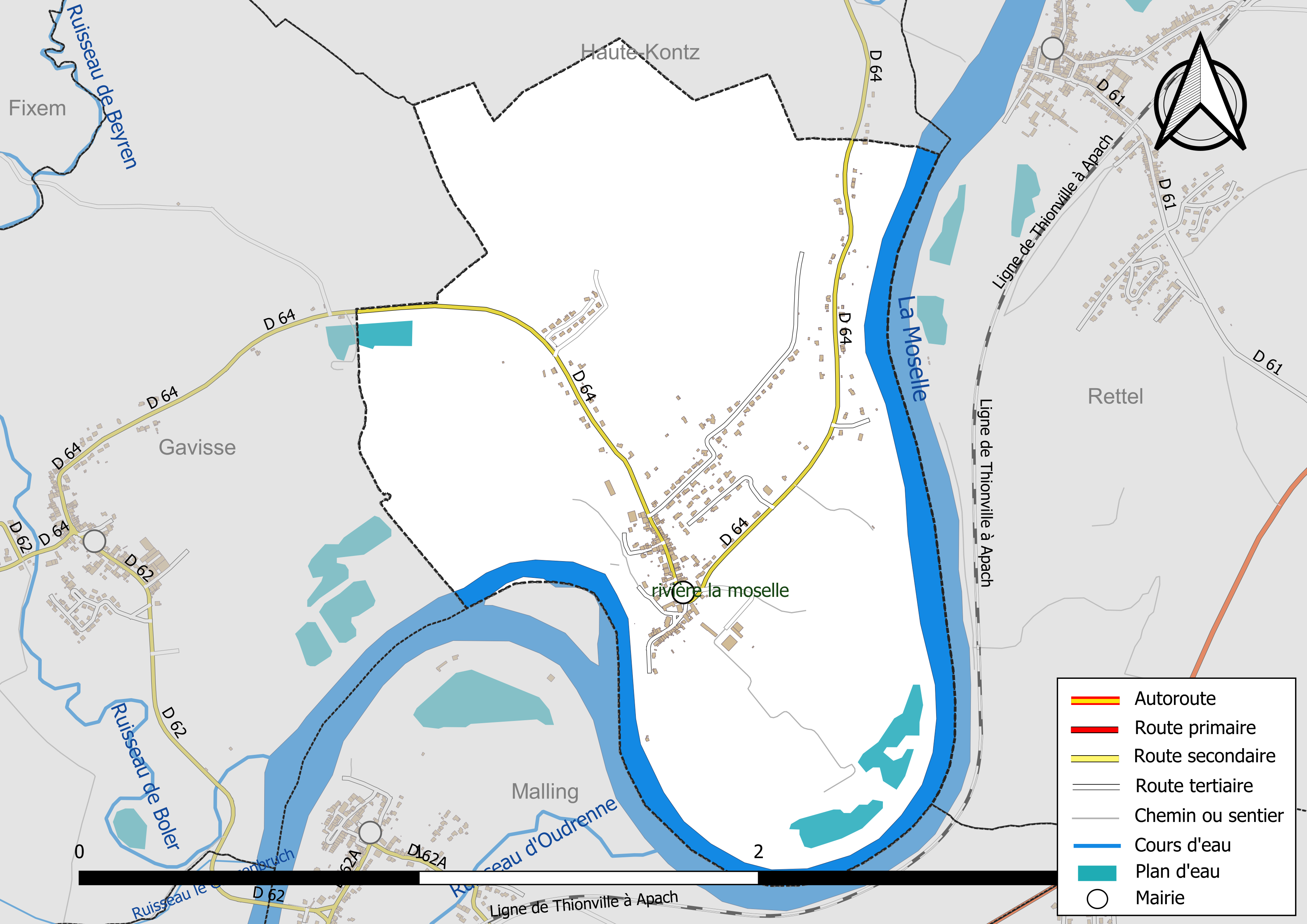
Réseaux hydrographique et routier de Berg-sur-Moselle.

La qualité de la Moselle peut être consultée sur un site spécial géré par les agences de l’eau et l’Agence française pour la biodiversité.

### Climat
Pour des articles plus généraux, voir Climat du Grand Est et Climat de la Moselle.
En 2010, le climat de la commune est de type climat des marges montargnardes, selon une étude du Centre national de la recherche scientifique s'appuyant sur une série de données couvrant la période 1971-2000. En 2020, Météo-France publie une typologie des climats de la France métropolitaine dans laquelle la commune est exposée à un climat semi-continental et est dans la région climatique  Lorraine, plateau de Langres, Morvan, caractérisée par un hiver rude (1,5 °C), des vents modérés et des brouillards fréquents en automne et hiver. 
Pour la période 1971-2000, la température annuelle moyenne est de 9,8 °C, avec une amplitude thermique annuelle de 17,1 °C. Le cumul annuel moyen de précipitations est de 772 mm, avec 12 jours de précipitations en janvier et 9 jours en juillet. Pour la période 1991-2020, la température moyenne annuelle observée sur la station météorologique de Météo-France la plus proche, « Malancourt », sur la commune d'Amnéville à 22 km à vol d'oiseau, est de 10,2 °C et le cumul annuel moyen de précipitations est de 884,1 mm. 
La température maximale relevée sur cette station est de 39,3 °C, atteinte le 25 juillet 2019 ; la température minimale est de −17,9 °C, atteinte le 5 janvier 1985,,. 
Les paramètres climatiques de la commune ont été estimés pour le milieu du siècle (2041-2070) selon différents scénarios d'émission de gaz à effet de serre à partir des nouvelles projections climatiques de référence DRIAS-2020. Ils sont consultables sur un site spécial publié par Météo-France en novembre 2022.

## Urbanisme

### Typologie
Au 1er janvier 2024, Berg-sur-Moselle est catégorisée commune rurale à habitat dispersé, selon la nouvelle grille communale de densité à sept niveaux définie par l'Insee en 2022.
Elle est située hors unité urbaine. Par ailleurs la commune fait partie de l'aire d'attraction de Luxembourg (partie française), dont elle est une commune de la couronne,. Cette aire, qui regroupe 115 communes, est catégorisée dans les aires de 700 000 habitants ou plus (hors Paris),.

### Occupation des sols
L'occupation des sols de la commune, telle qu'elle ressort de la base de données européenne d’occupation biophysique des sols Corine Land Cover (CLC), est marquée par l'importance des territoires agricoles (74,4 % en 2018), en diminution par rapport à 1990 (86 %). La répartition détaillée en 2018 est la suivante : 
terres arables (38,1 %), prairies (36,3 %), zones urbanisées (17,5 %), eaux continentales (8,1 %). L'évolution de l’occupation des sols de la commune et de ses infrastructures peut être observée sur les différentes représentations cartographiques du territoire : la carte de Cassini (XVIIIe siècle), la carte d'état-major (1820-1866) et les cartes ou photos aériennes de l'IGN pour la période actuelle (1950 à aujourd'hui).

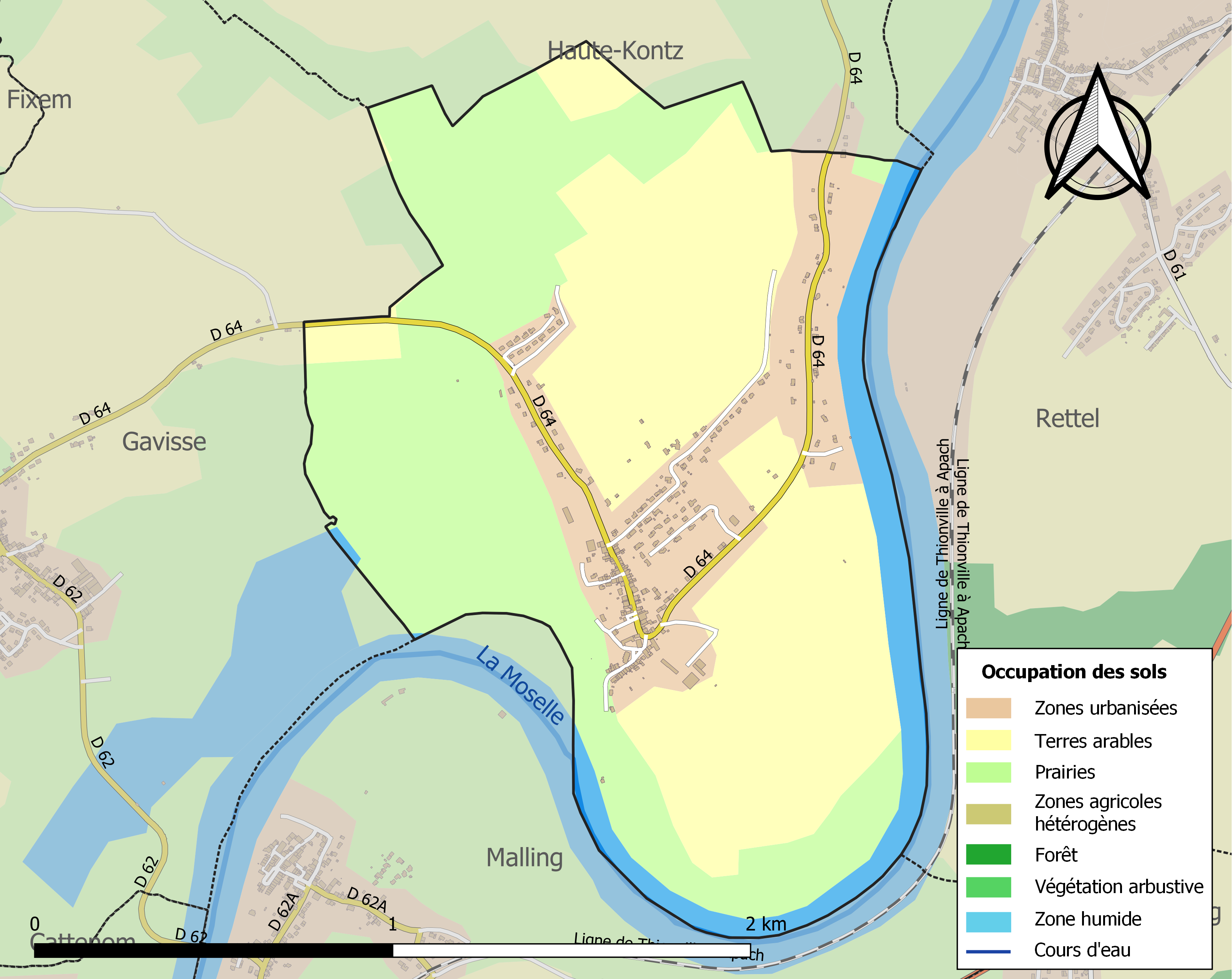
Carte des infrastructures et de l'occupation des sols de la commune en 2018 (CLC).

## Toponymie
Du germanique berg « hauteur, colline, mont ».
- Berge (915), Bergue (1369), Berg-im-gaue (1562), Berch (1572), Bergh (1682), Berich et Bergch (1756), Berg (1793), Berg-sur-Moselle (1930).
- En francique lorrain : Bierg et Biég.

## Histoire
Ancien domaine de l'abbaye d'Echternach, dans la seigneurie luxembourgeoise de Rodemack.
Berg fut donné à l'abbaye d'Echternach par la princesse Irmine, fille du roi Dagobert II, qui résidait à Trèves en l'an 699. L'abbaye en avait conservé la propriété jusqu'à sa suppression, sauf que les seigneurs de Rodemack y exerçaient, à titre d'avoués, la haute justice et se revètissaient du titre de seigneurs de Berg.

## Politique et administration
| Période                                  | Période       | Identité             | Étiquette | Qualité |
| ---------------------------------------- | ------------- | -------------------- | --------- | ------- |
| Les données manquantes sont à compléter. |               |                      |           |         |
| 1960                                     | mars 2003     | Robert Schmit        |           |         |
| mars 2003                                | décembre 2008 | Michèle Sciarini     |           |         |
| décembre 2008                            | En cours      | Katia Genet-Maincion |           |         |

## Démographie
L'évolution du nombre d'habitants est connue à travers les recensements de la population effectués dans la commune depuis 1793. Pour les communes de moins de 10 000 habitants, une enquête de recensement portant sur toute la population est réalisée tous les cinq ans, les populations de référence des années intermédiaires étant quant à elles estimées par interpolation ou extrapolation. Pour la commune, le premier recensement exhaustif entrant dans le cadre du nouveau dispositif a été réalisé en 2005.

En 2022, la commune comptait 457 habitants, en évolution de +6,28 % par rapport à 2016 (Moselle : +0,52 %, France hors Mayotte : +2,11 %).
| 1793 | 1800 | 1806 | 1821 | 1836 | 1841 | 1861 | 1866 | 1871 |
| ---- | ---- | ---- | ---- | ---- | ---- | ---- | ---- | ---- |
| 133  | 140  | 173  | 205  | 215  | 211  | 204  | 223  | 212  |

| 1875 | 1880 | 1885 | 1890 | 1895 | 1900 | 1905 | 1910 | 1921 |
| ---- | ---- | ---- | ---- | ---- | ---- | ---- | ---- | ---- |
| 216  | 202  | 196  | 189  | 177  | 198  | 187  | 203  | 158  |

| 1926 | 1931 | 1936 | 1946 | 1954 | 1962 | 1968 | 1975 | 1982 |
| ---- | ---- | ---- | ---- | ---- | ---- | ---- | ---- | ---- |
| 165  | 175  | 175  | 133  | 145  | 164  | 185  | 198  | 224  |

| 1990 | 1999 | 2005 | 2006 | 2010 | 2015 | 2020 | 2022 | - |
| ---- | ---- | ---- | ---- | ---- | ---- | ---- | ---- | - |
| 261  | 373  | 416  | 417  | 430  | 426  | 433  | 457  | - |

## Culture locale et patrimoine

### Lieux et monuments

#### Édifices civils
- Vestiges romains.
- Village perché.

#### Édifices religieux

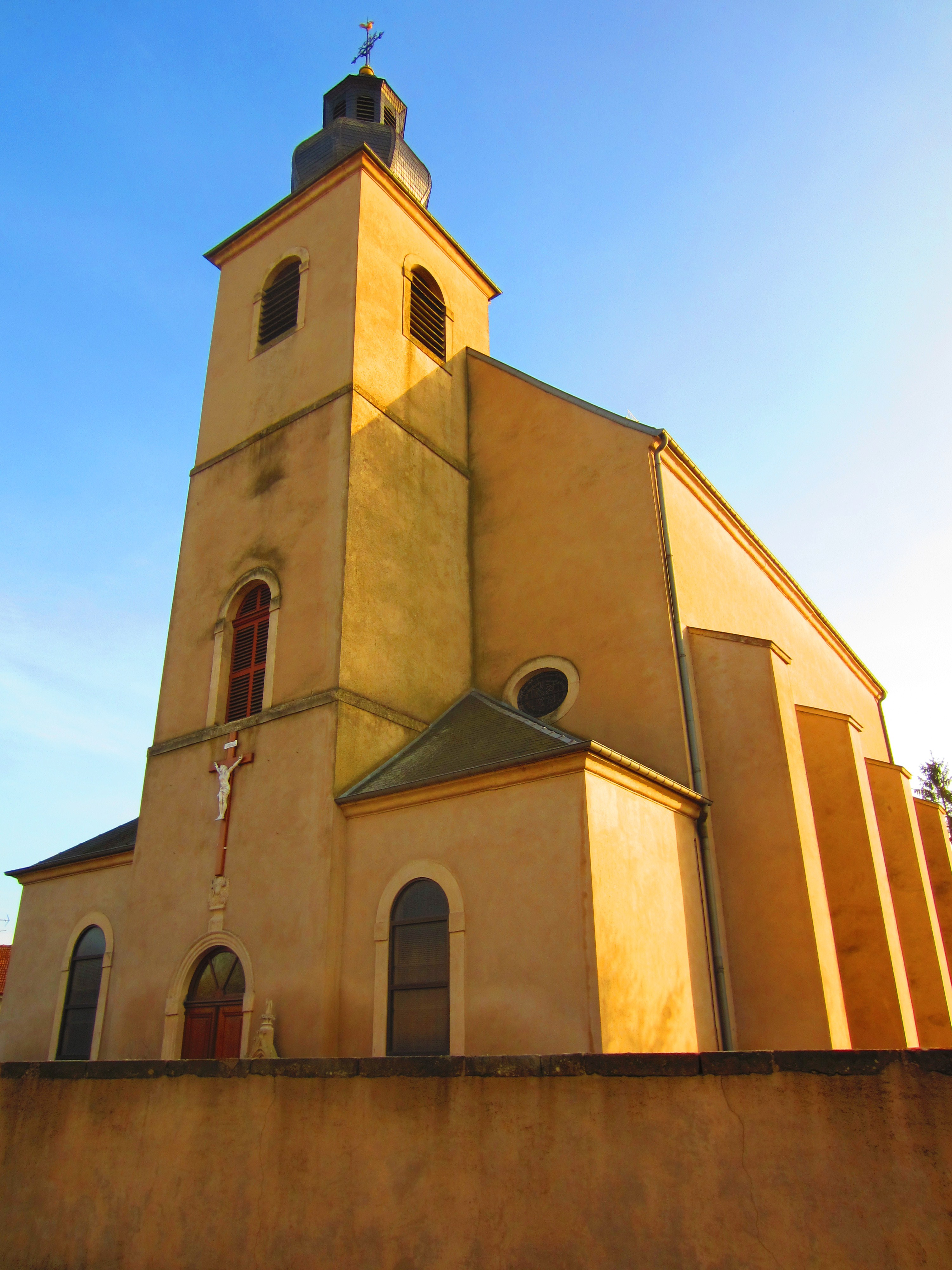
Église Saint-Michel.

- Ancienne résidence des abbés d'Echternach XVIIIe siècle, 1, place des Tilleuls dont les sols, les murs de clôture, le jardin, les façades et toitures de l'ensemble des bâtiments, ainsi que les intérieurs du logis sont inscrits au titre des monuments historiques par arrêté du 17 février 2003[19].
- Église Saint-Michel, de style baroque, 1737 : statues de saint Michel, de la Vierge à l'Enfant et de saint Willibrord (grandeur naturelle) du XVIIIe siècle, fonts baptismaux du XVIe siècle.
- Oratoire du XVIIe siècle.
- Calvaires du XVIIe siècle et du XVIIIe siècle.
- Bildstock érigé en 1610, démoli en 1944, réérigé en 1947. Surmonté d'un Christ en croix, il est de type chapiteau avec toiture plate, sous laquelle il y a 4 niches, dans lesquelles il y a Saint Jacques, Sainte Marguerite, Sainte Catherine et Saint Nicolas. Cet édifice inclut également les deux écussons de ses fondateurs (encore visibles en 1979)[20]

### Héraldique
| Blason de Berg-sur-Moselle | Blason  | D'argent à l'aigle de sable, becquée et membrée de gueules ; à la bordure du même chargée de huit coquilles d'or. |
| Blason de Berg-sur-Moselle | Détails | Le statut officiel du blason reste à déterminer.                                                                  |

## Pour approfondir